# Wojcieszyn (Białoruś)
Wojcieszyn (biał. Вайцяшын; ros. Войтешин) – wieś na Białorusi, w obwodzie brzeskim, w rejonie bereskim, w sielsowiecie Piaski, przy drodze republikańskiej R136.
Znajduje się tu przystanek kolejowy Wojcieszyn, położony na linii Bronna Góra – Białooziersk.

## Historia
W dwudziestoleciu międzywojennym leżał w Polsce, w województwie poleskim, w powiecie kosowskim (do 1935), a następnie w powiecie iwacewickim, w gminie Piaski. W 1921 miejscowość liczyła 430 mieszkańców, zamieszkałych w 79 budynkach, wyłącznie Białorusinów wyznania prawosławnego.
Po II wojnie światowej w granicach Związku Sowieckiego. Od 1991 w niepodległej Białorusi.